# スマトラ島沖地震 (2004年)
スマトラ島沖地震（スマトラとうおきじしん、インドネシア語:Gempa bumi dan tsunami Samudra 、アチェ語:Geumpa bumoë Laôt Hindia ）は、2004年12月26日、インドネシア西部時間7時58分53秒（UTC0時58分）インドネシア西部、スマトラ島北西沖のインド洋で発生したマグニチュード9.1-9.3の地震である。単に「スマトラ島沖地震」といった場合、この地震を指すことが多い。
インド洋に面した各国の沿岸部に大津波による甚大な人的被害・物的被害をもたらしたことから、別名『インド洋大津波』と呼ばれることも多い。

## 解説
この地震におけるマグニチュード9.1は、1900年以降でチリ地震、アラスカ地震に次いで3番目に大きい規模である。これはモーメントマグニチュード (Mw) の指標であり、兵庫県南部地震（Mw6.9）の約1,600倍、ハイチ地震（Mw7.0）の約1,400倍、2003年十勝沖地震（Mw8.0）の約40倍、東北地方太平洋沖地震（Mw9.0）の約1.4倍(アメリカ地質調査所 (USGS) ではMw9.1で同程度)に相当するエネルギーである。
また、アメリカ地質調査所の暫定発表でマグニチュード8.1と発表されていたが、次にマグニチュード8.5、マグニチュード8.9と発表されたあと、9.0に修正された。さらにその後、USGSはマグニチュード9.1、アメリカ・ノースウェスタン大学などの研究グループは9.3に再修正している。
| 順位                           | 名称                                   | 発生日（UTC）  | 規模（Mw） |
| ------------------------------ | -------------------------------------- | -------------- | ---------- |
| 1                              | チリ、バルディビア                     | 1960年5月22日  | 9.5        |
| 2                              | アラスカ、プリンス・ウィリアム湾       | 1964年3月28日  | 9.2        |
| 3                              | スマトラ島・アンダマン諸島             | 2004年12月26日 | 9.1        |
| 3                              | 東北地方太平洋沖地震                   | 2011年3月11日  | 9.1        |
| 5                              | カムチャツカ半島東方沖                 | 1952年11月5日  | 9.0        |
| 6                              | エクアドル・コロンビア                 | 1906年1月31日  | 8.8        |
| 6                              | チリ、ビオビオ                         | 2010年2月27日  | 8.8        |
| 6                              | カムチャツカ半島南東沖                 | 2025年7月30日  | 8.8        |
| 9                              | アリューシャン列島、ラット諸島         | 1965年2月4日   | 8.7        |
| 10                             | アリューシャン列島、ユニマク島         | 1946年4月1日   | 8.6        |
| 10                             | アッサム・チベット                     | 1950年8月15日  | 8.6        |
| 10                             | アリューシャン列島、アンドレアノフ諸島 | 1957年3月9日   | 8.6        |
| 10                             | スマトラ島北部                         | 2005年3月28日  | 8.6        |
| 10                             | スマトラ島北部西方沖                   | 2012年4月11日  | 8.6        |
| 規模はアメリカ地質調査所による |                                        |                |            |

2012年現在、USGSではマグニチュード9.1としているが、最終的にはノースウェスタン大学などと同程度の値になる可能性もある。これは、震源地でプレートが3回にわたって南から順にずれ、そのずれの継続時間が6 - 7分にわたったためと見られている。
震源域は研究機関によって異なり、およそ1,000 - 1,600キロと長さをもつ。地震後のGPSや実地調査では、スマトラ島北西沖にあるニアス島からインド領のアンダマン諸島北端までの広範囲で隆起・沈降・水平移動といった地面のずれ（変位）が観測されている。国土地理院の分析によれば、震源域はミャンマー領ココ諸島とアンダマン諸島北端の間付近から、ニアス島の北西に位置するシムルー島北部までの約1,320キロとされている。
平均を取って約1,300キロだとしても、日本列島沿岸の海溝にあてはめれば銚子沖から得撫島南方沖あたり、あるいは銚子沖から奄美大島東方沖あたりにまで及ぶ規模である。M9.3の本震だけを見ても、ずれた断層（プレートの境界面）は南北に約400キロ、東西に約150キロにわたる範囲に及び、ずれた距離（変位）は最大約20メートルという巨大な規模のものであった。
大津波が発生し、インドネシアのみならず、インド洋沿岸のインド、スリランカ、タイ王国、マレーシア、モルディブ、マダガスカル、ソマリアなど東南アジア全域に加え、東アフリカなどでも被害が発生した。本地震ののち、チリで津波デマによるパニックが起こり1人が死亡したほか、世界各地で新たな地震発生後に津波を警戒して住民が早期に避難したことなどから、この地震が世界中に知れ渡り、人々の心に強く残ったことを示している。
この地震以降、スマトラ島周辺では大きな地震が多発している（詳細は「スマトラ島沖地震」参照）。

### 各機関の解析によるマグニチュード
地球シミュレータによる計算結果よりMw=9.1、埋込式体積ひずみ観測結果よりMw=9.1 - 9.2、深部ボアホールひずみ観測結果よりMw=9.2、地球の自由振動の観測結果よりMw=9.1 - 9.3の値が算出されている。

### 地震の発生間隔
過去数千年で複数回の、大規模な津波の発生の痕跡が発見されている。

#### 地層の発掘調査による
2008年、日本の産業技術総合研究所とアメリカの地質調査所、豪州地質調査所、ワシントン大学、タイのチュラロンコン大学などにより組織された共同調査隊は、タイ王国南部のインド洋沿岸で地質調査を行い、過去約2500年間の地層中から4層の津波による地層を発見した。この調査結果から、2004年と同様の大津波は数百年に1回発生しており、それぞれ550 - 700年前ごろ、2200 - 2400年前ごろと推定されている。

#### 歴史文学による
900年に、インド南部のベンガル湾に面したタミル・ナードゥ州にインド洋からの大津波が襲来し、修道院・寺院にいる数百人の人々が犠牲になったという記録が、同州の図書館に残っている。また、インドのジャーナリストであるカールキー・クリシュナムルティ （Kalki Krishnamurthy）の小説『Ponniyin Selvan（犠牲の頂点）』にも同様の記述がある。

#### 考古学的な調査による
インドの研究者は、インドの東海岸に位置する7 - 12世紀の考古学遺跡から発見された津波堆積物が900年ごろに大津波があったことを示しており、2004年と同規模の超巨大地震は周期性があると推測している。同調査によれば、インド東岸に被害をもたらしたインド洋からの大津波は、過去2000年間で900年ごろと2004年のものが判明している。

### 前兆的変化
統計数理研究所の解析によれば、スマトラ・アンダマン地域での1973年以降の地震を調査したところ、2000年7月（M9.1の約4年半前）から同地域の地震活動が活発化していた。しかし、日本の東北地方太平洋沖地震の例では地震前に静穏化傾向が示されており、なぜ「活発化」であったのかは不明である。

## 地震の概要
スマトラ島の西方約160キロ、深さ10キロを震源とするマグニチュード9.3の地震が発生した。震源はスンダ海溝に位置し、インド・オーストラリアプレートがユーラシアプレートの下に沈み込むことによる海溝型地震の多発地帯の中にあった。これにより、ビルマ・マイクロプレートの歪みが一気に開放された。

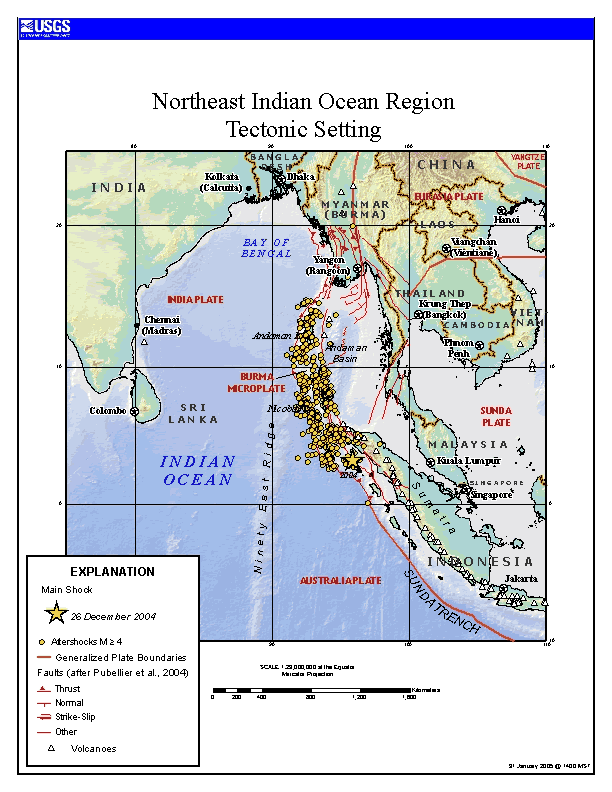
スマトラ島沖地震の本震（☆）と余震（○）の震源の分布、M4.0以上、USGSによる

この地震の破壊開始点は震源域の南端にあたる北緯3.298度、東経95.779度付近で、海洋研究開発機構らの解析により、大きく分けて3段階で進行したことが分かった。第一段階は、南側のスマトラ島沖（スマトラセグメント）が断層長さ420キロ×幅240キロ（平均5 - 20メートルのずれ量）、次いで中央部の（ニコバルセグメント）が断層長さ320キロ×幅170キロ（同5メートル）、さらに北側（アンダマンセグメント）が断層長さ570キロ×幅160キロ（同2メートル以下）ずれた。全体として長さ1,200 - 1,300キロの震源域であり、余震域にほぼ一致する。
断層のずれは逆断層型で、断層面が平行に近い衝上断層と見られている。地震発生時、沈み込むインド・オーストラリアプレートに対して、上にあるユーラシアプレートの海溝に近い西側の帯域が隆起、海溝から少し離れた東側の帯域が沈降したことによって、震源域より西側のスリランカやアフリカなどでは初めに押し波、東側のタイなどでは初めに引き波が押し寄せたと考えられている。
この隆起や沈降は、現地調査やGPS観測によるもので、地震の際に大きく変動を起こしたうえ、震源域より北の地域でも数か月間にわたり地殻の変動が続き、橋本学・京都大学大学院教授によるとモーメントマグニチュードの換算でMw8.8 - Mw9.0と見積もられるという (PDF) （余効変動）。アンダマン諸島北西のノースリーフで約1.3メートルの隆起、南東のポートブレアで約0.95メートルの沈降を観測するなどし、海岸線が移動、隆起した地域ではサンゴが死滅するなどした。
- 安藤雅孝・名古屋大学環境学研究科附属地震火山・防災研究センター長によると、ビルマプレートに対するインドプレートの沈み込み速度が年間2センチ程度で今回のすべり量が30メートルであることから、同様のM9クラスの超巨大地震の歪蓄積にはおよそ1000年前後必要だと報告している（日本応用地質学会 平成17年度研究発表会）。

地震動（地震の揺れ）は震源の南端では3分ほど、インドネシアのバンダ・アチェなど少し離れた場所では6 - 7分続いた。バンダ・アチェでの揺れは、気象庁震度階級では震度5強から6弱程度の強いものであった。
遠いところではバングラデシュ、インド、スリランカ、マレーシア、ミャンマー、シンガポール、タイ、モルディブまで伝わったほか、日本では防災科学技術研究所の広帯域地震観測網（F-net）で表面波（レイリー波の鉛直成分）のうち周期200 - 330秒の超長周期地震動として観測された。北海道大学によると秒速約4キロ、時速約1万4,400キロ（空気中のマッハ11前後に相当）で、地球を少なくとも5周（約3時間で地球を一周）しており、13周した可能性もあるとみられている。
- 長さ1,200 - 1,300キロに及ぶ震源域で余震が発生しており、本震発生後24時間以内にマグニチュード5以上の余震が26回（ベンガル湾東端のアンダマン諸島付近で13回（最大6.3）、ニコバル諸島付近で5回（最大7.3）、スマトラ島北部西方沖で6回（最大6.2）、スマトラ島北部で2回（最大6.0））発生したほか、2005年1月17日までにMs6.0以上の余震が16回に達するなど、規模が大きい余震の回数が非常に多かった[49][50]。
- 12月28日、アメリカ合衆国地質調査所は、この地震によってプレートが最大で約30メートルもずれ、ニコバル諸島などが地図の書き換えが必要なほど移動したという観測結果を発表した。1月4日には訂正し、地表面が1 - 2メートル以内で移動したに留まるという試算結果を発表した。

以下の表は、アメリカ合衆国地質調査所（USGS）が観測した本震と以後の余震の一部である（資料元：USGS）。
| マグニチュード   | 日時 (年/月/日) | 協定世界時 (時:分:秒) | 北緯 (度) | 東経 (度) | 震源の深さ (km) | 震源                         |
| ---------------- | --------------- | --------------------- | --------- | --------- | --------------- | ---------------------------- |
| 9.1（または9.3） | 2004/12/26      | 00:58:53              | 03.316    | 95.854    | 30.0            | スマトラ島北部西岸海上       |
| 5.9              | 2004/12/26      | 01:48:47              | 05.393    | 94.423    | 10.0            | インドネシア、スマトラ島北部 |
| 5.8              | 2004/12/26      | 02:15:58              | 12.375    | 92.509    | 10.0            | インド、アンダマン諸島       |
| 6.0              | 2004/12/26      | 02:22:02              | 08.838    | 92.532    | 10.0            | インド、ニコバル諸島         |
| 5.8              | 2004/12/26      | 02:34:50              | 04.104    | 94.184    | 10.0            | スマトラ島北部西岸海上       |
| 5.8              | 2004/12/26      | 02:36:06              | 12.139    | 93.011    | 10.0            | インド、アンダマン諸島       |
| 6.0              | 2004/12/26      | 02:51:59              | 12.511    | 92.592    | 10.0            | インド、アンダマン諸島       |
| 5.9              | 2004/12/26      | 02:59:12              | 03.177    | 94.259    | 10.0            | スマトラ島北部西岸海上       |
| 6.1              | 2004/12/26      | 03:08:42              | 13.808    | 92.974    | 10.0            | インド、アンダマン諸島       |
| 7.1              | 2004/12/26      | 04:21:29              | 06.885    | 92.938    | 39.7            | インド、ニコバル諸島         |
| 5.7              | 2004/12/26      | 06:21:58              | 10.623    | 92.323    | 10.0            | インド、アンダマン諸島       |
| 5.7              | 2004/12/26      | 07:07:10              | 10.336    | 93.756    | 10.0            | インド、アンダマン諸島       |
| 5.8              | 2004/12/26      | 07:38:25              | 13.119    | 93.051    | 10.0            | インド、アンダマン諸島       |
| 6.6              | 2004/12/26      | 09:19:59              | 08.874    | 92.368    | 06.4            | インド、ニコバル諸島         |
| 5.5              | 2004/12/26      | 10:18:13              | 08.950    | 93.730    | 10.0            | インド、ニコバル諸島         |
| 6.2              | 2004/12/26      | 10:19:30              | 13.455    | 92.791    | 10.0            | インド、アンダマン諸島       |
| 6.3              | 2004/12/26      | 11:05:01              | 13.542    | 92.877    | 10.0            | インド、アンダマン諸島       |

## 津波

【イメージ】大津波のアニメーション（赤が海面の隆起、青が海面の沈降を表す）（NOAAによる）完全版はこちら

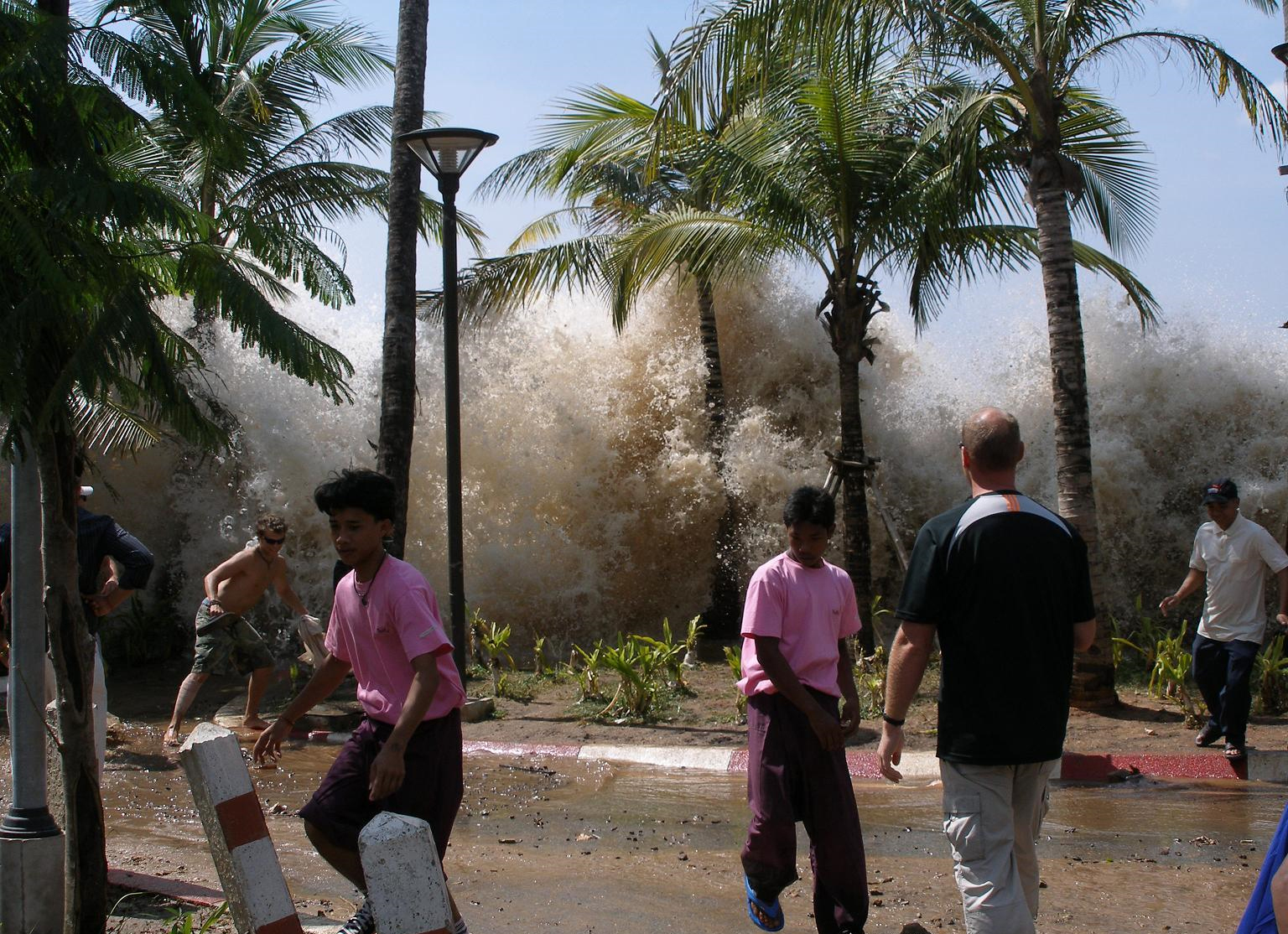
タイの海岸に押し寄せる津波

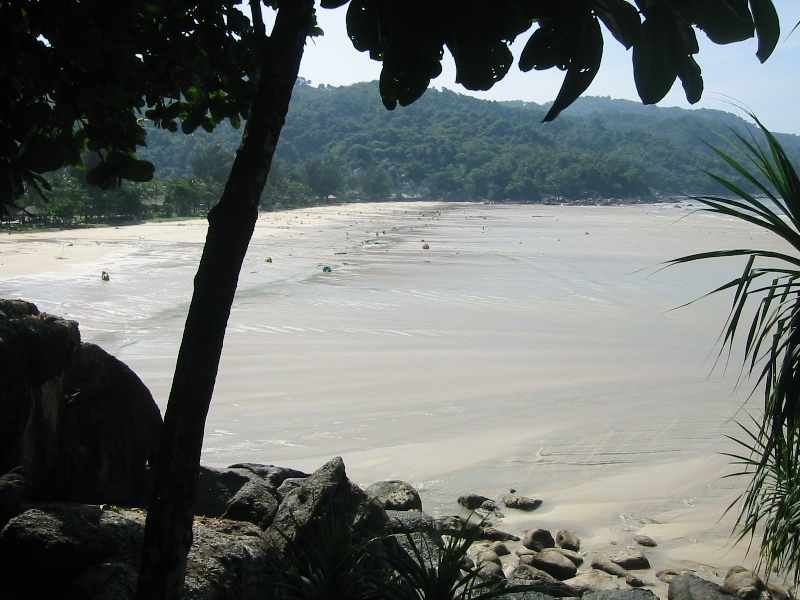
津波襲来前の大規模な引き波（タイ・プーケット）

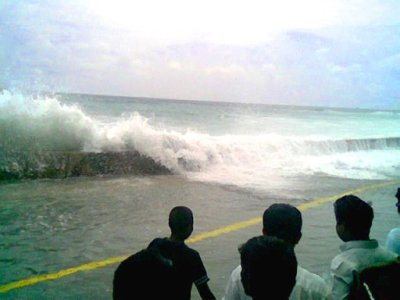
モルディブの首都マレの海岸に押し寄せる津波

平均で高さ10メートルに達する津波が数回、インド洋沿岸に押し寄せた（地形によっては34メートルに達した場所もあった）。アンダマン・ニコバル諸島近海からスマトラ島北西部近海にかけてのおよそ1,500キロの帯状の地域（上のアニメーション参照）の、およそ海底4,000メートルの場所で津波が発生、津波発生時には2 - 3メートルほど海底が持ち上がり、ジェット機並みのスピード（時速約700キロ）で津波が押し寄せたとみられる。前述の速さで波が押し寄せたスリランカ、インド、モルディブ、アフリカ諸国などに対して、震源の東側となったタイ、マレーシア、インドネシア、ミャンマーなどでは、比較的遅いスピードで津波が押し寄せた。特に、タイのプーケットに津波が到達したのは、地震発生から2時間30分後だった。これは、津波が通過したアンダマン海が、広い大陸棚が広がる浅い海で、津波が進むスピードが遅かったためである。
津波はアフリカ大陸東岸のソマリア、ケニア、タンザニアにも到達し、ソマリアで100人以上の死者が発生した。ケニアのモンバサでは避難命令が出された。また南極大陸の昭和基地でも半日後に73センチの津波を観測した。また、カナダ、アメリカ合衆国の西海岸、メキシコ、南アメリカ大陸でも数十センチの津波を記録した。
発災当時、インド洋の各国には、太平洋側の各国において整備されている津波警報国際ネットワーク（津波早期警報システム）がなく、2時間後に到達する地域においても避難勧告を出すことができなかった。このため、多くの死者を出す一因となった。太平洋津波警報センター（ハワイ）は津波発生のおそれに気づいたものの、警報を出したのはディエゴガルシア島駐留米軍宛のみで、関係各国には「告知」しか送らず、津波被災経験のないインドネシアではその重大性に気づけなかったとされている。
2008年2月12日、国連教育科学文化機関（ユネスコ／UNESCO）は、こうした観測体制の不備から、国際惑星地球年の一環として、観測体制と教育体制の不備による『世界最悪の人災による悲劇』のワースト5のひとつとして、スマトラ島沖地震の津波災害を認定している。
2005年1月20日の時点における死者の総数は、22万6,566人である。津波による被害としては、約2万2,000人が死亡したとされる1896年の日本での明治三陸地震、3万6,417人が死亡した1883年のインドネシア・クラカタウ島の噴火をはるかに超える史上最悪の惨事となった。
また、津波の被害を受けたインド洋沿岸各国は、ほとんどが熱帯雨林が広がるところで、周囲の環境を調節し多くの生物の住処となるマングローブが減っていることが問題になっていたが、タイで、数少ないマングローブの森が津波のエネルギーを吸収し、後ろ側の陸地は大きな波に襲われずに済んだという出来事があった。この出来事を受けたタイ政府は、マングローブの保護と植樹を推進する方針を打ち出した。

## 地球への影響
- USGSのケン・ハドナットによると、この地震の影響で地軸の位置が約2センチずれたことで、地球の自転に何らかの影響を与え、地球の1日の長さが100万分の2.68秒程度短くなった可能性があるとした[66][67][68]。また、NASAによると同じく、地軸が7センチずれたことにより、1日の長さが100万分の2.32秒程度短くなった可能性がある[69]。
- 地球全体の縦揺れは地震直後、約20 - 30センチあった（オーストラリア国立大学）[70]。
- 震源から離れた日本においても地震の直後、地下水の水位の変動が40か所以上で確認された（産業技術総合研究所）。
- M9.3の地震の後、2005年2月5日にフィリピン付近のセレベス海で M7.1、同年3月28日にニアス島北部でM8.6（スマトラ島沖地震 (2005年)）、2007年1月21日にスラウェシ島南東部でM7.3の地震が発生するなど周辺の地域で大きな地震が多発した[71][72][73]。
- M9.3の地震の発生から約3か月半後の2005年3月12日にスマトラ島西部のタラン山が噴火、また翌3月13日にはジャワ島西部のタンクバンプラフ山が噴火するなど近隣に存在する火山の活動が活発となった。
- 周辺各地で地殻変動を確認（位置が数センチずれた都市が多数あることがGPS測定で判明）。

## 各国の被害状況
インドネシアのアチェ特別州を除けば、被害はほとんどが津波によるものであった。被災地の多くが地震や津波に遭ったことのない地域であったため、津波に関する警報や注意があまりなされず、人的被害を拡大させた。
USGSによれば、死者・行方不明者は合計で22万7,898人。地震が発生した時期は、年末やクリスマス休暇のシーズンだったため、犠牲者には日本や欧米諸国などからの観光客も多数含まれていた。もっとも被害が大きかったインドネシアのアチェ州では独立を求める武装勢力と国軍の対立が続いていたため、被害状況の調査や救援活動にも支障が出た。軍事政権下にあるミャンマーや長年内戦が続いてきたソマリアでも、はっきりした被害状況はわかっていない。
死者83万人と記録されている華県地震（1556年）や、非公式ながら死者60万人以上といわれる（公式には24万人強）唐山地震（1976年）に次ぐ、人類史上有数の震災であろうとみられている。
| 順位 | 震央                           | 発生日（UTC）  | 死者・行方不明者数（人） | 規模（M） |
| ---- | ------------------------------ | -------------- | ------------------------ | --------- |
| 1    | 中国・華県                     | 1556年1月23日  | 約830,000                | 8.0       |
| 2    | ハイチ・ポルトープランス       | 2010年1月12日  | 約320,000                | 7.0       |
| 3    | アンティオキア                 | 115年12月13日  | 約≧260,000               | 7.5       |
| 4    | アンティオキア                 | 526年5月29日   | 約≧250,000               | 7.0       |
| 5    | 中国・唐山                     | 1976年7月28日  | 約≧240,000               | 7.8       |
| 6    | 中国・海原                     | 1920年12月16日 | 約200,000 - 240,000      | 8.6       |
| 7    | インドネシア・アチェ州沖       | 2004年12月26日 | 約230,000                | 9.1       |
| 7    | アゼルバイジャン・ギャンジャ   | 1139年9月30日  | 約230,000                | -         |
| 9    | 中国・洪洞                     | 1303年9月25日  | 約≧200,000               | 7.6       |
| 10   | イラン・ダームガーン           | 856年12月22日  | 約200,000                | 7.9       |
| 11   | イラン・アルダビール           | 893年3月23日   | 約150,000                | -         |
| 12   | シリア・アレッポ               | 533年11月29日  | 約130,000                | -         |
| 12   | シリア・アレッポ               | 1138年10月11日 | 約130,000                | 7.1       |
| 14   | イタリア・メッシーナ           | 1908年12月28日 | 82,000 - 120,000         | 7.1       |
| 15   | トルクメニスタン・アシガバード | 1948年10月6日  | 約110,000                | 7.3       |
| 16   | 日本・関東                     | 1923年9月1日   | 105,385                  | 7.9       |
| 17   | 中国・直隷                     | 1290年9月27日  | 約100,000                | 6.8       |

被災者は500万人に達し、うち180万人に食糧援助が必要とされたほか、衛生環境の悪化から感染症や伝染病の発生などの二次災害も懸念された。さらに一部の被災地では治安が悪化し、性的暴行事件や、誘拐と思われる子どもの失踪なども多発したという。

### インドネシア

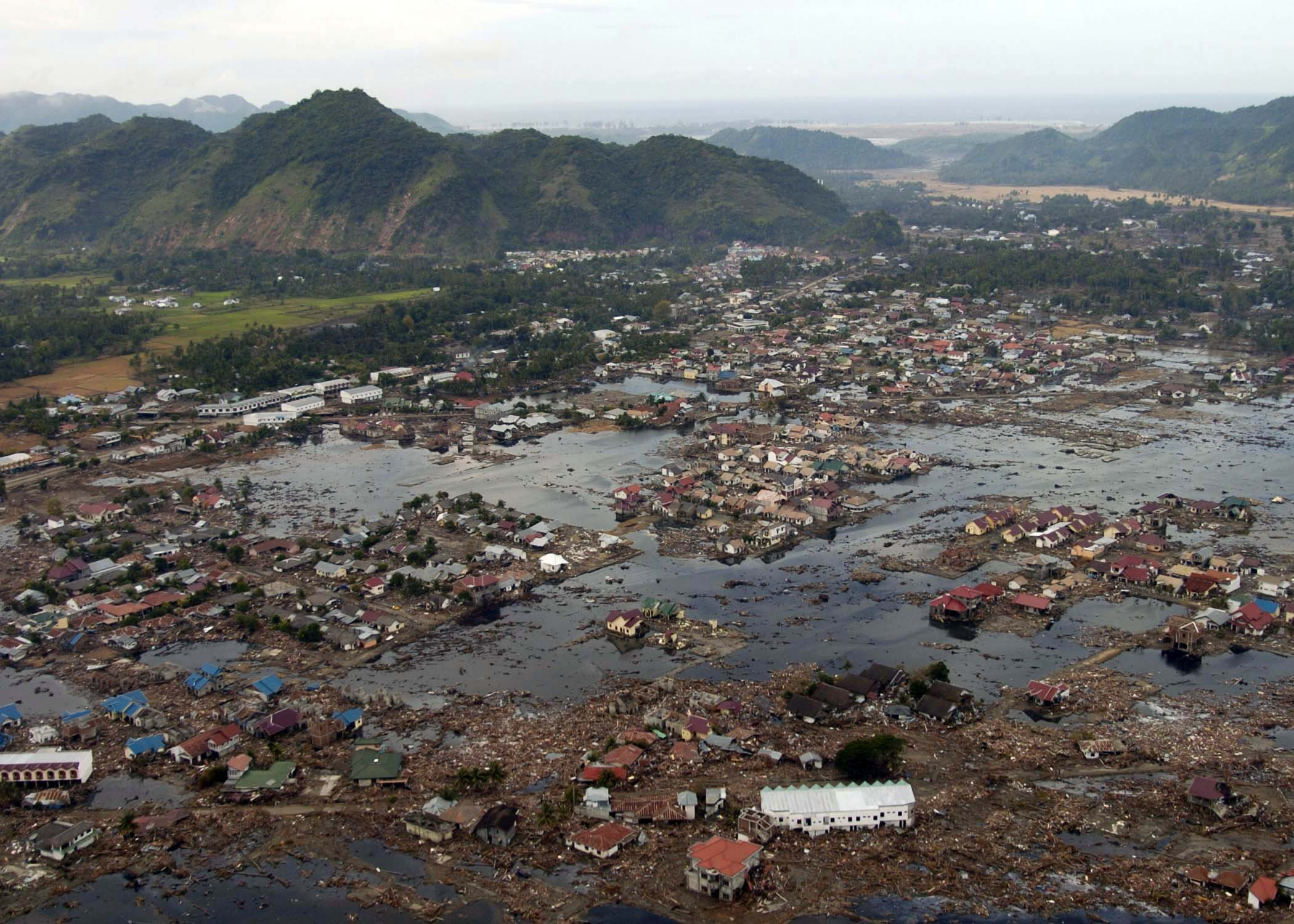
津波に襲われた後のスマトラ島の港町

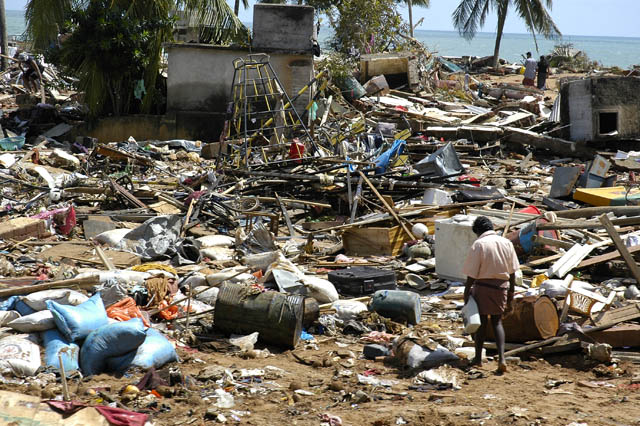
家があったところに瓦礫が散乱している（スリランカ）

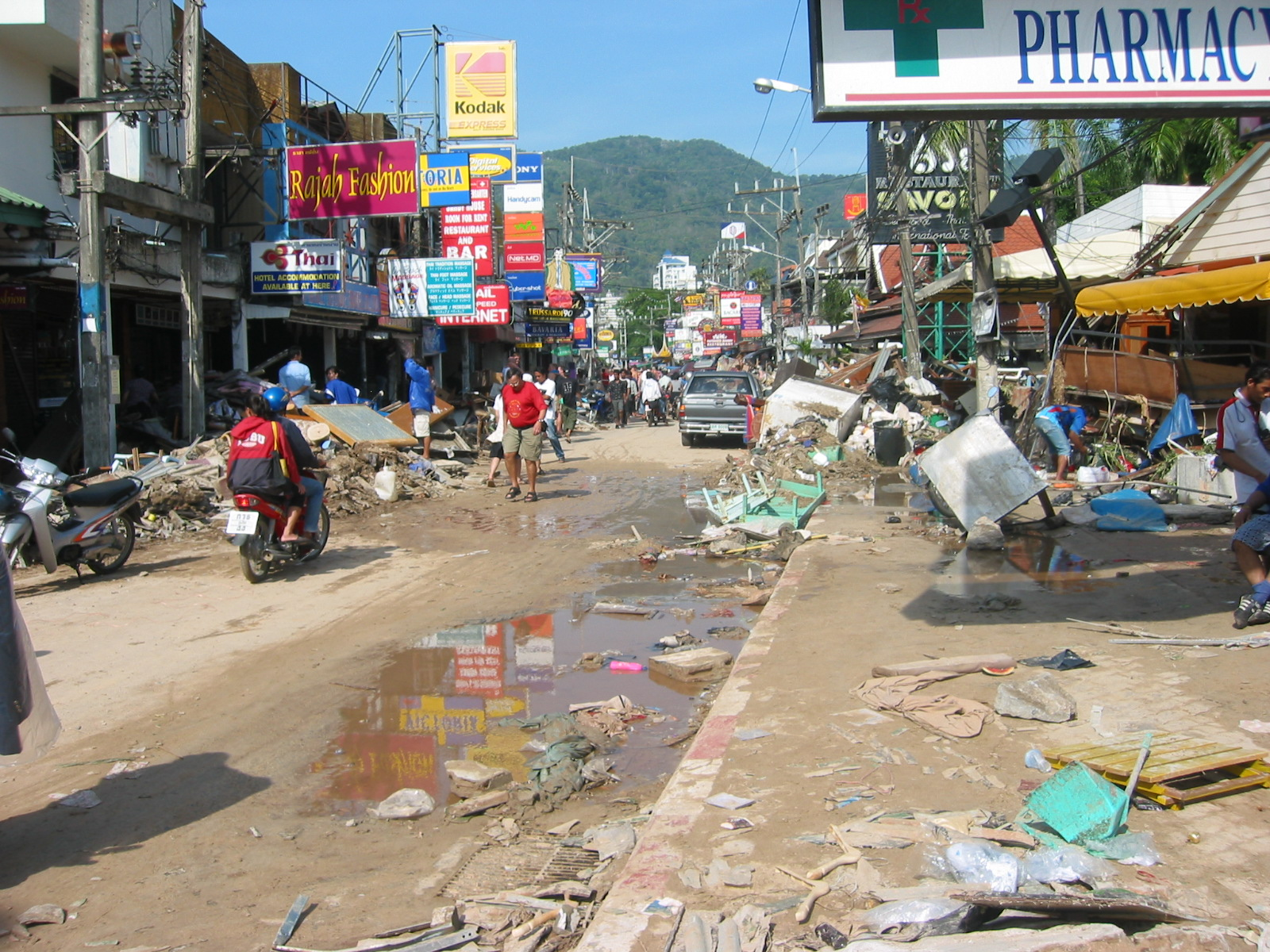
津波で流されてきたごみが散乱しているパートーン（パトン）・ビーチ

被災した各国の中でもっとも多くの犠牲者を出した。とりわけスマトラ島北端のアチェ特別州西海岸は甚大な被害を受け、州都バンダ・アチェや西アチェ県のムラボなどはほぼ壊滅した。死者は13万1,029人、負傷者は最大で10万人、行方不明者は3万7,603人とされており、政府は「国家災害」を宣言した。1月19日、アチェでマラリアの発生が確認された。なおアチェではインドネシア政府と武装勢力・自由アチェ運動との独立戦争が続いていたが、自由アチェ運動は地震直後に停戦を宣言し、2005年8月に政府側もこれに応じた（ヘルシンキ和平合意）。また、震源に近かったシムルー島、ニアス島やアチェ特別州では、津波だけではなく地震の揺れによる被害も大きかった。

### インド
死者は1万2,407人、行方不明者は1万人以上、負傷者数は不明である。アンダマン・ニコバル諸島では人口約3万人のカール・ニコバル島をはじめ、一時全域で水没した島もあった。

### スリランカ
死者は3万5,322人、負傷者は1万6,637人、行方不明者は5,637人、家を失った者は83万人以上とされる。スリランカ政府は国家非常事態宣言を行った。コロンボ発ゴール行の列車が津波に流されて転覆し、乗客の他地元住民なども含め1,000人の死者を出した（2004年スリランカ津波列車事故）。この列車は第1波の被害を免れたため、安全と誤解した地元住民が列車内や屋根の上に避難した後、続いて押し寄せた第2波に呑まれたものであった。

### タイ王国
リゾート地として知られるプーケット島など、タイ南部6県のアンダマン海に面する地域（プーケット県、パンガー県、クラビー県、トラン県、サトゥーン県、ラノーン県）に大きな被害が出た。映画『ザ・ビーチ』で有名なピーピー島（ピピ島）もほぼ壊滅した。現地での死者は5,305人、負傷者は8,457人と報じられている。この震災で孤児となった子どもは王室に引き取られ、養育されることになった。
被災者の身元確認にあたって、連日の猛暑などで遺体が腐敗するのが早かったために目視での特定が難しく、DNA型鑑定が必要な遺体が約4,900体に上ることから、衛生上の理由で十分な身元確認を行わないまま埋葬された遺体も数百体あったとされる。
アンダマン海に面する地域はリゾート地として知られており、津波の起こった地域では高級リゾート地などで多くの著名人の死亡が確認された。ラーマ9世（プーミポン・アドゥンラヤデート）の孫であるプム・ジェンセンも、津波に巻き込まれ死亡した。
タイ政府は津波に対する認識が甘かったために今回の被害が生じたとして、国家気象局長を更迭し、1993年にインド洋での津波被害について警告していた元気象局長を総理府付高官として復権させた。その一方で、総額280億バーツの復興支援予算や政府系、民間系銀行共の低金利融資実施などを行っていることから経済的ロスについてはほぼ影響がないと見込んでおり、2005年の目標経済成長率である6.1パーセントを下方修正しないことを明らかにした。タイ政府のこの見方について、リーマン・ブラザーズも阪神・淡路大震災での例を挙げ支持した。
なお、タイではこの津波が起きるまで津波を「大型の波（คลื่นยักษ์＝tidal wave）」と表現することが多かったが、この津波以降は専門用語である「スナーミ（日本語の「津波」の音訳）」が一般的に使われるようになった。

### ミャンマー
政府発表では死者は59人、負傷者は43人、行方不明者は3人。AFP通信の報道によれば死者は少なくとも90人。

### マレーシア
ペナン島で32人が死亡するなど、合計で死者68人、負傷者299人。

### モルディブ
津波によって74名が死亡し、首都機能をもつマレ島の3分の2が冠水。空港では航空機が押し流された。マレでは日本のODAなどによって建設された防波堤が、同島の被害を最小限に食い止めたと言われている。

### その他の国

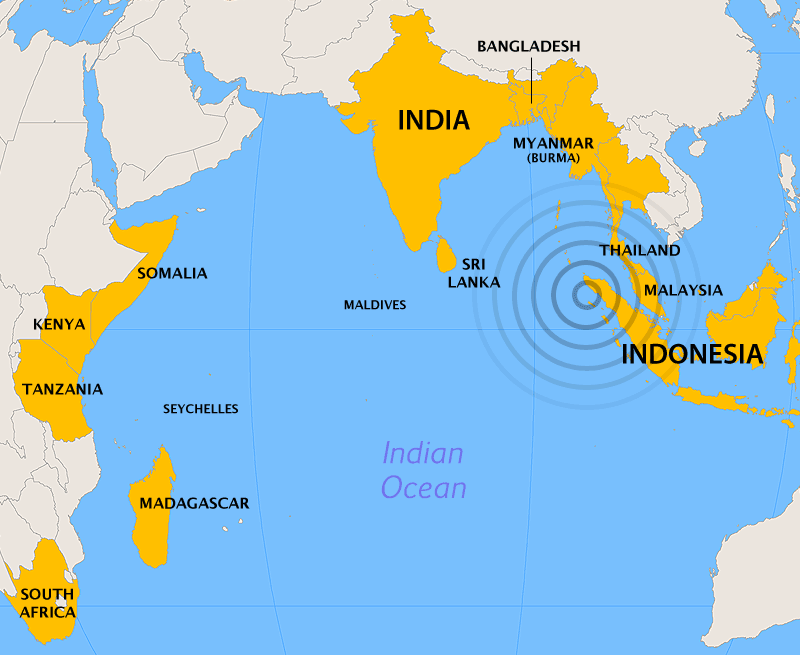
被害を受けたインド洋沿岸14か国

東アフリカ（ケニアで2人、タンザニアで10人。セーシェル、ソマリア、マダガスカルでも多数）で合計137人が死亡し、ソマリア沿岸では漁船100隻以上が行方不明となった。ソマリアでの死者は200人以上との報道もある。

### 観光客などの外国人
クリスマス後、正月前の休暇の時期ということで、海岸の保養地に多くの外国人観光客が訪れていたため、ヨーロッパからの旅行者を中心に外国人の被災者も多かった。
| 人種               | 死亡 | 不明 | 備考 |
| ------------------ | ---- | ---- | --- |
| アメリカ人         | 33   | 18   | |
| スウェーデン人     | 543  | 17   | 政府は犯罪を誘発する恐れがあるとして行方不明者の個人情報を公開していない。 ミュージシャンのミエツコ・タラーツィク（ナザム）が津波に巻き込まれ死亡。 |
| ドイツ人           | 539  | 13   | |
| イギリス人         | 143  | 6    | 元日本駐在のジャーナリスト、ロバート・ワイマントも死亡。                                                                                            |
| ノルウェー人       | 84   |      | |
| フランス人         | 95   |      | |
| イタリア人         | 54   |      | |
| スイス人           | 106  | 6    | |
| オーストラリア人   | 26   |      | オージーフットボール選手のトロイ・ブロードブリッジも死亡。                                                                                          |
| 日本人             | 37   | 7    | |
| 香港人             | 38   | 2    | いずれもタイにて失踪または死亡（2005/12/18現在 香港政府より）。                                                                                     |
| 韓国人             | 17   | 3    | |
| 北朝鮮人           | 3    |      | |
| アルゼンチン人     | 2    |      | |
| オーストリア人     | 86   |      | |
| ベルギー人         | 11   |      | |
| ブラジル人         | 2    |      | |
| カナダ人           | 15   | 5    | |
| チリ人             | 2    |      | |
| 中国大陸人         | 3    | 7    | |
| コロンビア人       | 1    |      | |
| クロアチア人       | 1    |      | |
| チェコ人           | 8    |      | |
| デンマーク人       | 45   | 1    | |
| エストニア人       | 3    |      | |
| フィンランド人     | 179  |      | |
| ガボン人           | 1    |      | |
| ギリシャ人         |      | 3    | |
| アイルランド人     | 4    |      | |
| イスラエル人       | 6    | 1    | |
| ルクセンブルク人   | 2    |      | |
| マレーシア人       | 9    | 15   | |
| マルタ人           | 1    |      | |
| メキシコ人         | 2    | 1    | |
| オランダ人         | 36   |      | |
| ニュージーランド人 | 7    |      | |
| フィリピン人       | 8    |      | |
| ポーランド人       | 1    | 12   | |
| ポルトガル人       | 4    |      | |
| ロシア人           | 9    | 35   | |
| シンガポール人     | 9    |      | |
| 南アフリカ人       | 17   | 3    | |
| スペイン人         | 2    |      | |
| 台湾人             | 2    |      | |
| トルコ人           | 1    |      | |
| ウクライナ人       | 38   |      | |
| ベトナム人         | 1    |      | |

## 救援・復興支援の状況

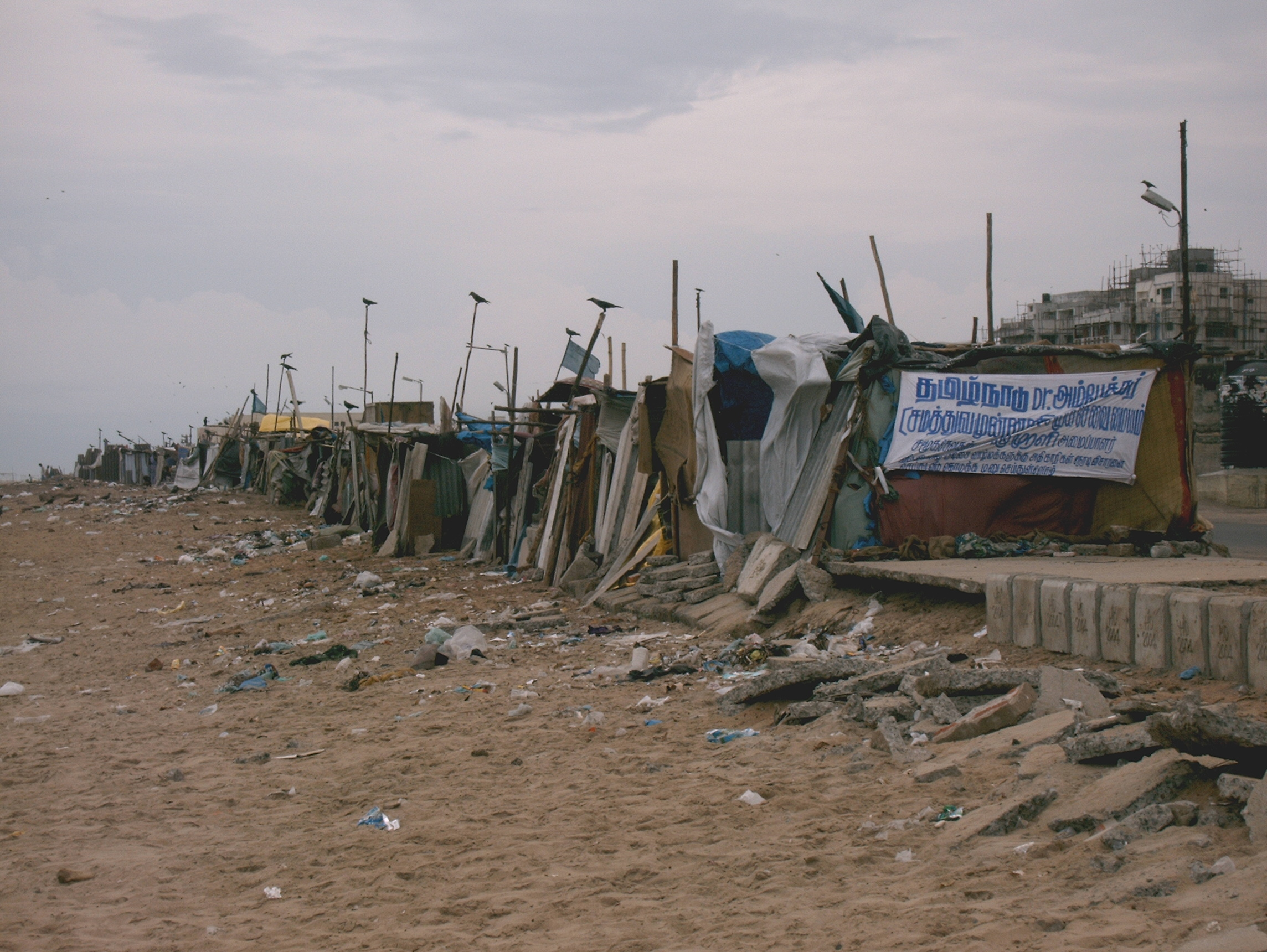
廃材リサイクル住宅が並ぶ海岸（インド・チェンナイ）

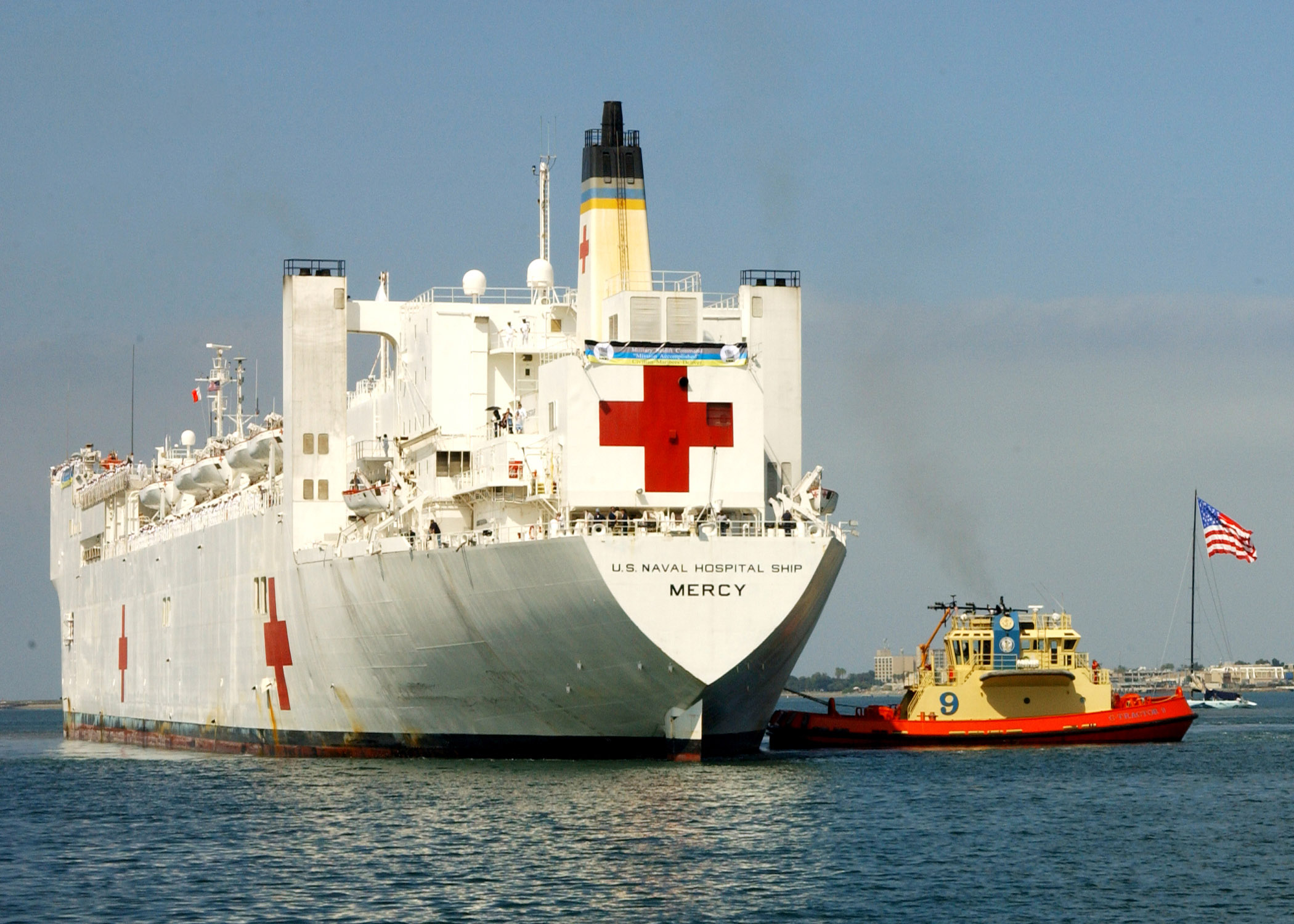
被災地に派遣されて帰港した、アメリカ海軍の病院船「マーシー」

これまで国連やユネスコ、赤十字、WFPなどが食糧支援や医療活動を継続しているが、被害が大きかったスマトラ島北部やアンダマン・ニコバル諸島では、津波被災から2年が経過した2006年12月の時点まで具体的な復興のめどすらついていない。プーケットなどの観光産業地域は、以前の半分の規模ではあるが徐々に観光客が戻りつつあり、津波の避難訓練などを行っている。観光客が廃棄した空き瓶やペットボトル、使い古したタイヤなどを利用し、建設費用を極力抑えた廃材リサイクル住宅が被災地における復興の要として期待されている。
日本政府は12月26日、スリランカに国際緊急援助隊の医療チームの派遣を決めた。28日にはテロ対策特別措置法に基づいてインド洋に派遣されていた海上自衛隊部隊のうち、任務を終えて日本に向けて帰還中だった護衛艦「きりしま」など3隻をタイ近海に派遣し、捜索・救助および遺体の収容にあたらせている。また、インドネシア、スリランカ、モルディブ、タイの4ヶ国にテント、浄水器、毛布、発電機、医療品など6000万円相当の緊急援助物資を支援した。その後、タイにも国際緊急援助隊が派遣され、同救助チームがピピ島で日本人行方不明者の遺体を発見するなどの活動を行った。
1月1日、小泉純一郎首相は「5億ドル（約510億円）の無償供与、津波早期警戒メカニズムを構築するための協力、自衛隊の追加派遣を検討」など最大限の支援を行うとの談話を発表した。1月4日、インドネシアのアチェ州へ海上自衛隊輸送艦「くにさき」・護衛艦「くらま」・補給艦「ときわ」の3隻、航空自衛隊の輸送機2機、陸上自衛隊第7師団など三自衛隊合わせて800 - 900人を派遣することが決まり、先遣隊が現地に向かった。
アメリカ政府は12月27日に3,500万ドル（約36億円）の緊急支援を表明したが、内外から少なすぎるとの批判を受け、のちに金額を10倍に引き上げた。ほかに民間からも多額の義援金が寄せられている。また1月から3月にかけて、原子力空母「エイブラハム・リンカーン」をはじめ艦艇約20隻、航空機約60機など、総勢1万2,600人の米軍が各地で救援活動を行った。
国際連合は全世界に強力な支援を要請しており、1月2日までに日本を含む約40か国や世界銀行などから計20億ドル（約2,050億円）の支援が発表された。復興支援に当たって、「（被災国にとって）極めて重要な復興再建期にエネルギーと活力をもたらし、世界の関心をつなぎとめるにはこれ以上の適任はいない」として事務総長特使にビル・クリントンを任命した。
その一方で、日本政府の義援金（5億ドル）表明後に、韓国が対抗するような形で当初の義援金の額（500万ドル）から5,000万ドルへと増額するなどしたことから｢金額の競争じゃない｣と批判の声も挙がった。なお、韓国政府は結局610万ドルに減額したが、そのうち支払済みは310万ドルで残額は未納である。
また、この津波により2005年8月15日にヘルシンキにおいて自由アチェ運動とインドネシア政府の間に和平協定が結ばれ、反政府軍の兵士が一般市民へと戻りアチェ復興を目指している。
さらに各国で世界中から集まったボランティアが活動しており、被災者へのカウンセリングなども行われている。
この津波によって発生した大量の腐乱遺体によりペストなどの伝染病流行が懸念されたが、現地での早急な身元確認を行わないままの土葬処分や火葬など関係者の努力により、伝染病流行での大量死は2007年1月時点、発生は報告されていない。日本でも大震災や大津波、有事などによる大量死が真夏に発生した場合の腐乱対策は整っておらず、今後の課題として残されている。
このとき、アメリカ合衆国国務長官であったコリン・パウエルは、被災地の視察後「私はさまざまな戦場や災害現場を見てきたが、今回の災害は私の経験の中で一番ひどい」と発言し、被害の凄惨さを物語るひとつとされている。
アチェ州とニアス島では、インドネシア政府が国際連合児童基金の支援を受け、耐震性に優れた学校約300校を建設した。タイでは、2005年1月のプーケットのホテル稼働率が5～6％と被災前と比べて大幅に下落するなど観光業が大打撃を受けたため、タイ国内の旅行業者や航空会社による価格訴求型旅行「ファン・パッケージ」を導入するなどの措置がとられた。この措置により同年12月には稼働率が約70％まで回復した。また、津波対策としてビーチに避難看板、潮位計、ライフガードが設置された。
2009年、インドネシアのアチェ州にこの地震で起きた津波を後世に伝えるための津波博物館が開館した。

### 各国政府・民間団体等によるおもな支援一覧
2005年1月7日時点。1,000万USドル以上のもののみ。
| 45の国・地域及び国際機関 | 45の国・地域及び国際機関 | 45の国・地域及び国際機関 | 45の国・地域及び国際機関           |
| ------------------------ | ------------------------ | --- | ---------------------------------- |
| 総額                     | 42億ドル                 | |                                    |
| オーストラリア           | 7億6,500万ドル           | （=10億豪$、5年間で）この他救助目的の海軍艦艇1隻派遣 | 44,458,918ドル 2007年11月06日現況  |
| ドイツ                   | 6億6,400万ドル           | （=5億ユーロ） | 126,143,320ドル 2007年11月06日現況 |
| 日本                     | 約5億ドル                | 502,479,970ドル。2億5,000万ドルを即金で支払う。 救助目的の護衛艦2隻、補給艦1隻他自衛隊、国際緊急援助隊等派遣                                             | 502,223,784ドル 2007年11月06日現況 |
| 国際連合                 | 5億ドル                  | |                                    |
| アメリカ合衆国           | 3億5,000万ドル           | 当初1,500万ドルと発表するも、国際世論の反発を受け増額。 同年1/10その額を撤回し、「6,000万ドル程度」と発表。 救助目的の空母1隻含む艦艇20隻及び海兵隊派遣  | 132,423,926ドル 2007年11月06日現況 |
| 世界銀行                 | 2億5,000万ドル           | |                                    |
| ノルウェー               | 1億8,100万ドル           | | 87,501,848ドル 2007年11月06日現況  |
| カナダ                   | 1億3,600万ドル           | | 117,120,576ドル 2007年11月06日現況 |
| イギリス                 | 9,600万ドル              | （=5000万英ポンド）支援物資輸送目的の海軍艦艇1隻派遣 | 149,234,930ドル 2007年11月06日現況 |
| イタリア                 | 9,500万ドル              | | 62,939,355ドル 2007年11月06日現況  |
| スウェーデン             | 7,600万ドル              | （=5億スウェーデンクローナ） | 46,568,314ドル 2007年11月06日現況  |
| デンマーク               | 7,600万ドル              | | 40,741,828ドル 2007年11月06日現況  |
| スペイン                 | 6,800万ドル              | | 25,397,001ドル 2007年11月06日現況  |
| 中国                     | 6,300万ドル              | （=5億中国人民元） | 63,598,729ドル 2007年11月06日現況  |
| フランス                 | 5,600万ドル              | （=4400万ユーロ） | 87,368,177ドル 2007年11月06日現況  |
| 中華民国（台湾）         | 5,025万ドル              | |                                    |
| 欧州連合                 | 4,080万ドル              | この他各加盟国独自の支援有 |                                    |
| オランダ                 | 3,600万ドル              | |                                    |
| スイス                   | 2,380万ドル              | |                                    |
| インド                   | 2,300万ドル              | 被災国でもあるが自助可能なため被援助国から外れている。                                                                                                   |                                    |
| カタール                 | 2,100万ドル              | |                                    |
| ベルギー                 | 1,640万ドル              | |                                    |
| アイルランド             | 1,600万ドル              | |                                    |
| フィンランド             | 1,400万ドル              | |                                    |
| ポルトガル               | 1,100万ドル              | |                                    |
| サウジアラビア           | 1,100万ドル              | サウジアラビア国営テレビの特番の視聴者から8,600万USドル                                                                                                  |                                    |
| 韓国                     | 5000万ドル→610万ドル     | 当初は500万ドルの支援を表明するが、日本の支援金5億ドルに触発され一時5000万ドルに増額、しかしその後、結局610万ドルの支援に落ち着いた。うち310万ドル未納。 |                                    |
| 民間企業・個人など       |                          | |                                    |
| 総額                     | 5億ドル                  | |                                    |
| ファイザー               | 1,000万ドル              | この他2,500万US$相当の医薬品等提供 |                                    |
| コカ・コーラ             | 1,000万ドル              | |                                    |
| ミハエル・シューマッハ   | 1,000万ドル              | ※F1レーサー |                                    |

### 緊急に必要とされる支援
2005年1月6日、国連発表による。（単位千USドル）
| 総額                   | 977,000 |
| ---------------------- | ------- |
| 国別                   |         |
| インドネシア           | 372,000 |
| スリランカ             | 167,000 |
| モルディブ             | 66,000  |
| ソマリア               | 10,000  |
| セーシェル             | 9,000   |
| 国別に分類できない支援 | 353,000 |
| 使途別                 |         |
| 食糧・農業             | 229,000 |
| 仮設住宅など           | 222,000 |
| 医療                   | 122,000 |
| 経済・インフラ復興     | 110,000 |
| 飲料水・衛生           | 61,000  |
| その他                 | 233,000 |